# Кривая Шпее

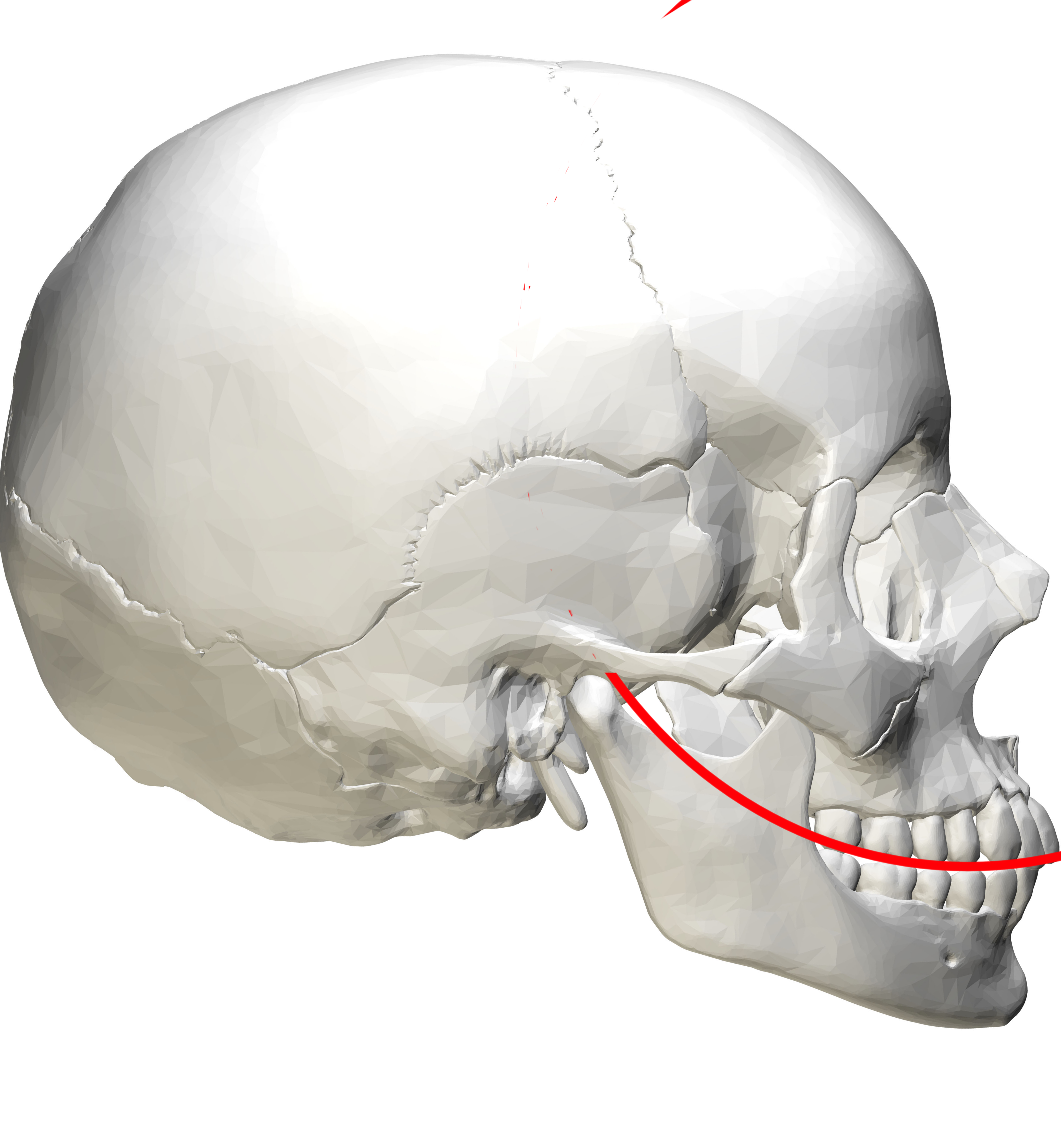
Кривая Шпее

Кривая Шпее, или сагиттальная окклюзионная кривая — это анатомическое искривление линии окклюзионной плоскости нижней челюсти, которая начинается от первого премоляра и проходит через верхушки бугорков зубов. Названа в честь немецкого анатома Фердинанда Графа фон Шпее (1855—1937), который изучал анатомические взаимоотношения между зубами человека.
В современной ортодонтии считается, что слишком выраженная кривая Шпее приводит с скученности зубов, а обратный изгиб — к возникновению промежутков между зубами.. Поэтому выравнивание кривой Шпее и придание ей более плоской формы часто является одной из целей при ортодонтическом лечении и исправляется с помощью брекетов.